# 1949 w muzyce
Wydarzenia muzyczne w 1949 roku.

## Wydarzenia
- Założenie przez Warszawiaka Mosesa Ascha firmy nagraniowej Folkways Records.

## Urodzili się
- 1 stycznia – Aleksandr Wakulski, holenderski dyrygent, pochodzenia baszkirskiego (zm. 2019)
- 5 stycznia – Wilhelmenia Fernandez, amerykańska śpiewaczka operowa (sopran) (zm. 2024)
- 6 stycznia
  - Richard Horowitz, amerykański kompozytor muzyki filmowej (zm. 2024)
  - Stefan Soltész, austriacki dyrygent pochodzenia węgierskiego (zm. 2022)
- 8 stycznia – Bogdan Dowlasz, polski akordeonista, kompozytor i pedagog (zm. 2025)
- 9 stycznia – Anna Wesołowska-Firlej, polska pianistka, profesor zwyczajny
- 11 stycznia – Frederick Greene, amerykański piosenkarz (zm. 2015)
- 12 stycznia – Andrzej Zaucha, muzyk polski, jazzman, perkusista, piosenkarz (zm. 1991)
- 13 stycznia – Lech Brański, polski kompozytor, aranżer i operator dźwięku (zm. 2017)
- 15 stycznia – George Brown, amerykański muzyk, perkusista zespołu Kool and the Gang (zm. 2023)
- 17 stycznia – Mick Taylor, angielski muzyk rockowy, gitarzysta The Rolling Stones
- 19 stycznia
  - Zbigniew Bagiński, polski kompozytor i pedagog (zm. 2024)
  - Robert Palmer, angielski piosenkarz (zm. 2003)
- 22 stycznia
  - Dean Drummond, amerykański kompozytor, aranżer, dyrygent (zm. 2013)
  - Steve Perry, amerykański gitarzysta, pianista, wokalista i autor tekstów
- 23 stycznia
  - Noel Duggan, irlandzki gitarzysta folkowy, muzyk zespołu Clannad (zm. 2022)
  - Pádraig Duggan, irlandzki muzyk folkowy, członek zespołu Clannad (zm. 2016)
- 24 stycznia – John Belushi, amerykański aktor komediowy pochodzenia albańskiego, zdobywca nagrody Emmy, piosenkarz (zm. 1982)
- 26 stycznia – Michael Scholz, niemiecki wokalista i kompozytor
- 29 stycznia – Tommy Ramone, amerykański muzyk rockowy, współzałożyciel i perkusista grupy Ramones (zm. 2014)
- 31 stycznia – Frank Ricotti, angielski perkusista, muzyk studyjny i autor muzyki filmowej
- 2 lutego – Carmelo La Bionda, włoski piosenkarz disco (zm. 2022)
- 3 lutego
  - Oscar Benton, holenderski wokalista bluesowy (zm. 2020)
  - Arthur Kane, amerykański basista rockowy, muzyk zespołu New York Dolls (zm. 2004)
- 4 lutego – Ludger Rémy, niemiecki dyrygent i klawesynista (zm. 2017)
- 11 lutego
  - Eva Biháryová-Rózsová, słowacka piosenkarka (zm. 2020)
  - George Winston, amerykański pianista (zm. 2023)
- 13 lutego – Judy Dyble, angielska wokalistka i instrumentalistka, związana m.in. z Fairport Convention (zm. 2020)
- 15 lutego
  - Jerzy Horwath, polski pianista, kompozytor, producent muzyczny, członek zespołu Dżamble (zm. 2018)
  - Christopher Rouse, amerykański kompozytor (zm. 2019)
- 17 lutego – Fred Frith, angielski i amerykański multiinstrumentalista, związany z zespołem Henry Cow, Massacre i awangardą brytyjską
- 26 lutego – Emma Kirkby, angielska śpiewaczka (sopran)
- 8 marca
  - Bogdan Czapiewski, polski pianista i pedagog
  - Antonello Venditti, włoski piosenkarz
- 9 marca – Kalevi Aho, fiński kompozytor
- 10 marca – Rinto Harahap, indonezyjski kompozytor i piosenkarz (zm. 2015)
- 12 marca – Mike Gibbins, walijski muzyk, członek zespołu Badfinger (zm. 2005)
- 15 marca – Benedykt Radecki, polski perkusista (zm. 2023)
- 16 marca – Jerry Goodman, amerykański wirtuoz elektrycznych skrzypiec
- 19 marca – Walerij Leontjew, rosyjski piosenkarz
- 21 marca – Eddie Money, amerykański wokalista rockowy, saksofonista, gitarzysta i autor tekstów (zm. 2019)
- 23 marca
  - Mike Bundt, niemiecki muzyk, kompozytor i producent muzyczny (zm. 2019)
  - Alina Żórawska-Witkowska, polska muzykolog, profesor nauk humanistycznych
- 25 marca – Kaja Danczowska, polska skrzypaczka i pedagog
- 26 marca
  - Jon English, australijski piosenkarz, kompozytor, muzyk i aktor (zm. 2016)
  - Vicki Lawrence, amerykańska aktorka i piosenkarka
- 27 marca – Poul Ruders, duński kompozytor
- 29 marca
  - Michael Brecker, amerykański saksofonista jazzowy (zm. 2007)
  - Dave Greenfield, angielski muzyk, klawiszowiec The Stranglers (zm. 2020)
  - Kayahan, turecki piosenkarz (zm. 2015)
- 31 marca – Jorge Oñate, kolumbijski piosenkarz (zm. 2021)
- 1 kwietnia – Gil Scott-Heron, amerykański poeta, muzyk, piosenkarz, pionier hip-hopu (zm. 2011)
- 2 kwietnia – Alaksandr Raszczynski, białoruski kompozytor i badacz folkloru pieśni i tańca
- 3 kwietnia
  - Daniel Catán, meksykański kompozytor operowy i librecista (zm. 2011)
  - Richard Thompson, brytyjski gitarzysta oraz autor piosenek
- 7 kwietnia – Leonard Kaczanowski, polski aranżer, kompozytor, pianista, wokalista jazzowy
- 10 kwietnia – Eric Troyer, amerykański piosenkarz, keyboardzista i kompozytor
- 11 kwietnia – Grzegorz Wasowski, polski dziennikarz muzyczny i satyryk
- 14 kwietnia – Dennis Bryon, szkocki perkusista rockowy, muzyk zespołu Bee Gees (zm. 2024)
- 15 kwietnia – Ałła Pugaczowa, rosyjska piosenkarka, kompozytorka, aktorka, autorka tekstów, reżyser i producent muzyczny
- 16 kwietnia – Alva Lewis, jamajski gitarzysta i wokalista reggae (zm. 2013)
- 17 kwietnia – Waldemar Kocoń, polski piosenkarz i autor piosenek (zm. 2012)
- 18 kwietnia – Michael Levinas, francuski pianista i kompozytor
- 22 kwietnia
  - Walter Lure, amerykański wokalista i gitarzysta punkrockowy, muzyk zespołu The Heartbreakers (zm. 2020)
  - Jacques Poustis, francuski piosenkarz i autor tekstów, aktor, pisarz, ilustrator, klaun {zm. 2022)
- 23 kwietnia
  - David Cross, angielski muzyk i kompozytor, skrzypek
  - John Miles, angielski muzyk rockowy; piosenkarz, gitarzysta i klawiszowiec (zm. 2021)
- 25 kwietnia – Michael Brown, amerykański klawiszowiec (zm. 2015)
- 27 kwietnia – Aleksandër Lalo, albański kompozytor (zm. 2017)
- 1 maja – Gavin Christopher, amerykański piosenkarz, autor tekstów i producent muzyczny (zm. 2016)
- 5 maja – Étienne Chicot, francuski aktor, scenarzysta, piosenkarz i kompozytor (zm. 2018)
- 9 maja
  - Billy Joel, amerykański piosenkarz i kompozytor
  - Henri Seroka, belgijski kompozytor i piosenkarz polskiego pochodzenia
- 12 maja – Michael Bundesen, duński piosenkarz (zm. 2020)
- 13 maja – Piotr Moss, polski kompozytor
- 16 maja – Ferruccio Furlanetto, włoski śpiewak operowy (bas)
- 17 maja
  - Bill Bruford, brytyjski perkusista rockowy i jazzowy
  - Marc Fosset, francuski gitarzysta jazzowy, członek zespołu Magma (zm. 2020)
  - Jiří Korn, czeski aktor, wokalista i tancerz
- 18 maja – Rick Wakeman, brytyjski pianista
- 19 maja – Larry Wallis, brytyjski gitarzysta i kompozytor, członek zespołów UFO i Motörhead (zm. 2019)
- 21 maja
  - Arno, belgijski piosenkarz i aktor (zm. 2022)
  - Rosalind Plowright, brytyjska śpiewaczka operowa, sopranistka i mezzosopranistka
- 24 maja – Andrzej Chorosiński, polski organista, pedagog
- 25 maja
  - Colonel Abrams, amerykański muzyk, wokalista, kompozytor, tancerz i aktor (zm. 2016)
  - Clarence Burke Jr., amerykański piosenkarz rhythm and bluesowy, muzyk grupy Five Stairsteps (zm. 2013)
- 28 maja – Joanna Wnuk-Nazarowa, polska polityk, dyrygentka, a latach 1997–1999 minister kultury i sztuki
- 29 maja – Francis Rossi, brytyjski gitarzysta i wokalista zespołu Status Quo
- 2 czerwca – Szymon Kawalla, polski dyrygent, kompozytor i pedagog
- 3 czerwca – Leszek Dranicki, polski wokalista i gitarzysta wykonujący muzykę z pogranicza jazzu i bluesa; kompozytor, grafik, publicysta, pedagog
- 5 czerwca – Jerry González, amerykański perkusjonista, trębacz i lider zespołów jazzowych pochodzenia portorykańskiego (zm. 2018)
- 8 czerwca – Emanuel Ax, amerykański pianista polsko-żydowskiego pochodzenia
- 9 czerwca
  - Francis Monkman, angielski kompozytor muzyki rockowej, klasycznej i filmowej, członek założyciel progresywnego zespołu rockowego Curved Air oraz rockowego zespołu Sky (zm. 2023)
  - Roman Wojciechowski, polski wokalista rhythm and bluesowy, kompozytor, nestor śląskiej muzyki
- 10 czerwca
  - Martin Armiger, australijski muzyk i kompozytor filmowy (zm. 2019)
  - Arif Şirin, turecki piosenkarz, kompozytor, autor tekstów piosenek (zm. 2019)
- 12 czerwca
  - Krzysztof Lipka, polski muzykolog, historyk sztuki, filozof, radiowiec, pisarz, poeta
  - John Wetton, brytyjski gitarzysta basowy, gitarzysta, wokalista i kompozytor (zm. 2017)
- 14 czerwca
  - Papa Wemba, właśc. Jules Shungu Wembadio Pene Kikumba, kongijski piosenkarz i kompozytor (zm. 2016)
  - Alan White, angielski perkusista, muzyk zespołu Yes (zm. 2022)
- 17 czerwca – Russell Smith, amerykański piosenkarz country (zm. 2019)
- 20 czerwca – Lionel Richie, amerykański piosenkarz
- 22 czerwca
  - Jaroslav Filip, słowacki dramaturg, aktor, kompozytor i muzyk (zm. 2000)
  - Larry Junstrom, amerykański basista rockowy, członek zespołów Lynyrd Skynyrd, 38 Special (zm. 2019)
- 23 czerwca – Bill Sims, amerykański muzyk bluesowy (zm. 2019)
- 24 czerwca – John Illsley, amerykański gitarzysta basowy, wokalista i kompozytor, członek grupy Dire Straits
- 26 czerwca – Gyula Babos, węgierski gitarzysta jazzowy (zm. 2018)
- 1 lipca – Gwendolyn Bradley, amerykańska śpiewaczka (sopran liryczno-koloraturowy)
- 2 lipca – Roy Bittan, amerykański keyboardzista, pianista, organista i akordeonista
- 6 lipca – Phyllis Hyman, amerykańska piosenkarka, autorka tekstów i aktorka (zm. 1995)
- 10 lipca – Greg Kihn, amerykański muzyk rockowy, wokalista i gitarzysta zespołu The Greg Kihn Band, powieściopisarz (zm. 2024)
- 17 lipca – Geezer Butler, brytyjski basista, gitarzysta i autor tekstów, muzyk zespołu Black Sabbath
- 22 lipca – Wojciech Trzciński, polski kompozytor muzyki rozrywkowej, filmowej i teatralnej, aranżer, pianista i gitarzysta, dyrygent oraz producent muzyczny (zm. 2025)
- 23 lipca – Sławomir Stanisław Czarnecki, polski kompozytor i pedagog
- 24 lipca – Marta Martelińska, polska piosenkarka i aktorka (zm. 2008)
- 25 lipca – Dave Jerden, amerykański producent muzyczny, inżynier dźwięku (zm. 2025)
- 26 lipca
  - Roger Taylor, perkusista zespołu Queen
  - Kevin Volans, irlandzki kompozytor pochodzenia południowoafrykańskiego
- 28 lipca
  - Simon Kirke, brytyjski perkusista i współzałożyciel zespołów Free i Bad Company
  - Steve Peregrin Took, brytyjski muzyk, członek zespołu T. Rex (zm. 1980)
- 1 sierpnia – Jan Łukaszewski, polski dyrygent i pedagog
- 6 sierpnia – Lillian Boutté, amerykańska wokalistka jazzowa (zm. 2025)
- 8 sierpnia – Keith Carradine, amerykański aktor, kompozytor, piosenkarz, scenarzysta, artysta malarz
- 11 sierpnia – Eric Carmen, amerykański muzyk rockowy i popowy (zm. 2024)
- 12 sierpnia
  - Mark Knopfler, szkocki muzyk, lider zespołu Dire Straits
  - Aleksandra Naumik, polsko-norweska piosenkarka (zm. 2013)
- 14 sierpnia – Jaroslav Erik Frič, czeski poeta, muzyk, wydawca, publicysta, organizator festiwali kultury podziemnej (zm. 2019)
- 16 sierpnia – Scott Asheton, amerykański perkusista rockowy, współzałożyciel zespołu The Stooges (zm. 2014)
- 17 sierpnia
  - Sue Draheim, amerykańska skrzypaczka (zm. 2013)
  - Sib Hashian, amerykański perkusista, członek zespołu Boston (zm. 2017)
- 20 sierpnia – Phil Lynott, irlandzki muzyk rockowy, wokalista i basista zespołu Thin Lizzy (zm. 1986)
- 23 sierpnia – Vicky Leandros, niemiecka piosenkarka pochodzenia greckiego; zwyciężczyni Konkursu Eurowizji 1972
- 24 sierpnia – Stephen Paulus, amerykański kompozytor muzyki klasycznej (zm. 2014)
- 25 sierpnia – Gene Simmons, amerykański muzyk rockowy
- 26 sierpnia
  - Séamus Begley, irlandzki akordeonista i skrzypek folkowy (zm. 2023)
  - Leon Redbone, amerykański piosenkarz, kompozytor, gitarzysta jazzowy i bluesowy, aktor (zm. 2019)
- 27 sierpnia – Jeff Cook, amerykański muzyk country (zm. 2022)
- 28 sierpnia – Hugh Cornwell, brytyjski gitarzysta, wokalista, kompozytor; współzałożyciel, pierwszy gitarzysta i wokalista The Stranglers
- 29 sierpnia
  - Wolfgang Dziony, niemiecki perkusista, były muzyk grupy Scorpions
  - Rahayu Supanggah, indonezyjski kompozytor (zm. 2020)
- 3 września – Onaje Allan Gumbs, amerykański pianista i kompozytor jazzowy (zm. 2020)
- 7 września – Gloria Gaynor, amerykańska piosenkarka
- 10 września
  - Barriemore Barlow, brytyjski perkusista rockowy
  - Marek Jasiński, polski kompozytor i wykładowca Akademii Muzycznej w Bydgoszczy (zm. 2010)
  - Barbara Morrison, amerykańska wokalistka jazzowa (zm. 2022)
- 13 września – Jerzy Bezucha, polski perkusista jazzowy (zm. 1994)
- 14 września
  - Peter Guidi, szkocki saksofonista i flecista jazzowy (zm. 2018)
  - Ed King, amerykański muzyk rockowy, gitarzysta; członek psychodelicznego zespołu Strawberry Alarm Clock i southern-rockowego Lynyrd Skynyrd (zm. 2018)
  - Tommy Seebach, duński piosenkarz, kompozytor, producent, organista i pianista (zm. 2003)
- 16 września
  - Chrisye, właśc. Chrismansyah Rahadi, indonezyjski piosenkarz, gitarzysta i autor tekstów (zm. 2007)
  - Władimir Chromczenko, ukraiński organista (zm. 2022)
- 17 września
  - Alain Delorme, belgijski piosenkarz (zm. 2020)
  - Miguel Ángel Gómez Martínez, hiszpański dyrygent i kompozytor (zm. 2024)
- 18 września – Ewa Bukojemska, polska pianistka, pedagog, profesor
- 21 września – Raimo Kangro, estoński kompozytor i pedagog (zm. 2001)
- 23 września
  - Jean-Claude Montredon, francuski perkusjonista jazzowy (zm. 2025)
  - Bruce Springsteen, amerykański muzyk rockowy
- 25 września
  - Steve Mackay, amerykański saksofonista, muzyk grupy The Stooges (zm. 2015)
  - Eric Taylor, amerykański muzyk (zm. 2020)
- 26 września – Deborah Polaski, amerykańska śpiewaczka operowa (sopran)
- 28 września – Ina-Maria Federowski, niemiecka piosenkarka (zm. 2017)
- 29 września – Jorgos Dalaras, grecki muzyk i wokalista
- 1 października – André Rieu, holenderski skrzypek i dyrygent
- 2 października – Richard Hell, amerykański muzyk rockowy, wokalista, basista, twórca piosenek i pisarz
- 3 października – Lindsey Buckingham, amerykański gitarzysta i piosenkarz, członek grupy Fleetwood Mac
- 5 października
  - B.W. Stevenson, amerykański piosenkarz i muzyk country (zm. 1988)
  - Andrzej Tylec, polski perkusista rockowy (zm. 1990)
  - Marek Wilczyński, polski muzyk, kompozytor, multiinstrumentalista, muzykolog, realizator nagrań, producent
- 6 października – Bobby Farrell, arubijski tancerz i piosenkarz, wokalista Boney M. (zm. 2010)
- 7 października – Gabriel Yared, libański kompozytor muzyki filmowej
- 9 października
  - Wojciech Morawski, polski perkusista
  - Rod Temperton, angielski kompozytor (zm. 2016)
- 10 października – Andrzej Sikorowski, polski piosenkarz, kompozytor, gitarzysta, autor tekstów, leader grupy Pod Budą
- 12 października – Jacek Urbaniak, polski muzyk, instrumentalista, specjalizujący się w instrumentach drewnianych i muzyce dawnej, leader zespołu Ars Nova, kompozytor
- 13 października
  - Leona Mitchell, amerykańska śpiewaczka operowa (sopran)
  - Phú Quang, wietnamski kompozytor (zm. 2021)
- 18 października – Gary Richrath, amerykański gitarzysta rockowy (zm. 2015)
- 23 października
  - Harald Grosskopf, niemiecki perkusista, kompozytor, producent, reprezentant niemieckiego rocka elektronicznego i krautrocka
  - Tristan Honsinger, amerykański wiolonczelista jazzowy (zm. 2023)
  - Würzel, właśc. Michael Burston, angielski kompozytor i gitarzysta rockowy, muzyk zespołu Motörhead (zm. 2011)
- 24 października – Jan Izbiński, polski wokalista i gitarzysta jazzowo–bluesowy
- 25 października
  - Idir, algierski muzyk ludowy (zm. 2020)
  - Sam Pilafian, amerykański tubista (zm. 2019)
- 30 października – Andrzej Rybiński, polski piosenkarz, gitarzysta i kompozytor
- 1 listopada
  - Zbigniew Czwojda, polski muzyk jazzowy, trębacz
  - David Foster, kanadyjski muzyk, producent, kompozytor oraz aranżer
- 3 listopada
  - Aleksandr Gradski, radziecki i rosyjski piosenkarz i pieśniarz, poeta, autor tekstów, kompozytor i gitarzysta (zm. 2021)
  - Andrzej Malinowski, polski śpiewak operowy (bas) (zm. 2018)
- 6 listopada – Arturo Sandoval, kubański trębacz i pianista jazzowy
- 7 listopada
  - Steven Stucky, amerykański kompozytor (zm. 2016)
  - David S. Ware, amerykański saksofonista jazzowy (zm. 2012)
- 8 listopada – Bonnie Raitt, amerykańska piosenkarka i gitarzystka
- 9 listopada
  - William Ackerman, amerykański gitarzysta i kompozytor muzyki instrumentalnej
  - Andrzej Ratusiński, polski pianista
- 13 listopada
  - Terry Reid, angielski wokalista, gitarzysta i autor tekstów, członek zespołu Peter Jay and the Jaywalkers (zm. 2025)
  - Stanisław Wielanek, polski piosenkarz, kompozytor, multiinstrumentalista, zbieracz folkloru miejskiego (zm. 2016)
- 14 listopada – Andrzej Brzeski, polski aktor teatralny i filmowy, autor, kompozytor i wykonawca poezji śpiewanej (zm. 2018)
- 18 listopada
  - Elżbieta Kuczyńska, polska piosenkarka i gitarzystka z nurtu piosenki studenckiej, turystycznej i poezji śpiewanej (zm. 2018)
  - Herman Rarebell, niemiecki perkusista, muzyk grupy Scorpions
- 26 listopada – Szelomo Arci, izraelski piosenkarz, kompozytor i tekściarz
- 4 grudnia – Robert Wiliams, grecki kompozytor i piosenkarz (zm. 2022)
- 5 grudnia – John Altman, angielski kompozytor muzyki filmowej, dyrygent i aranżer
- 6 grudnia – Kadri Gopalnath, indyjski saksofonista altowy, wykonawca muzyki karnatackiej (zm. 2019)
- 7 grudnia – Tom Waits, amerykański wokalista, kompozytor, instrumentalista, autor tekstów, poeta i aktor
- 8 grudnia – Ray Shulman, brytyjski muzyk, autor piosenek, producent muzyczny (zm. 2023)
- 13 grudnia – Tom Verlaine, amerykański muzyk punk-rockowy; wokalista, gitarzysta, kompozytor, autor tekstów piosenek, członek zespołów The Neon Boys i Television (zm. 2023)
- 14 grudnia – Cliff Williams, brytyjski muzyk, gitarzysta basowy zespołu rockowego AC/DC
- 16 grudnia – Billy Gibbons, amerykański wokalista i gitarzysta grupy muzycznej ZZ Top
- 17 grudnia – Paul Rodgers, brytyjski autor tekstów i wokalista rockowy znany z zespołów Free i Bad Company
- 20 grudnia – Andrzej Kozioł, polski piosenkarz, członek zespołu Vox (zm. 2022)
- 22 grudnia
  - Maurice Gibb, brytyjski muzyk, basista, gitarzysta, klawiszowiec i wokalista zespołu Bee Gees (zm. 2003)
  - Robin Gibb, brytyjski muzyk, jeden z trzech braci tworzących zespół Bee Gees
- 23 grudnia – Adrian Belew, amerykański kompozytor, wokalista i gitarzysta rockowy, od 1981 muzyk brytyjskiej grupy King Crimson
- 24 grudnia – Jan Cichy, polski basista, multiinstrumentalista, muzyk sesyjny, kompozytor, aranżer
- 25 grudnia
  - Bernhard Hemmerle, niemiecki kompozytor muzyki kościelnej i organista
  - Joe Louis Walker, właśc. Louis Joseph Walker Jr., amerykański gitarzysta bluesowy, piosenkarz, autor tekstów i producent (zm. 2025)
  - Konstanty Wileński, ukraiński i polski pianista klasyczny i jazzowy, kompozytor
- 28 grudnia – Christiane Stefanski, belgijska piosenkarka (zm. 2024)
- 30 grudnia – Bruce Fairbairn, kanadyjski producent muzyczny (zm. 1999)

Data dzienna nieznana
- Wiera Baniewicz, polsko-niemiecka śpiewaczka operowa (mezzosopran) (zm. 2020)

## Zmarli
- 14 stycznia – Joaquín Turina, hiszpański kompozytor muzyki klasycznej (ur. 1882)
- 15 stycznia – Amedeo Bassi, włoski śpiewak operowy (tenor) (ur. 1874)
- 27 stycznia – Boris Asafjew, rosyjski kompozytor i muzykolog (ur. 1884)
- 1 lutego – Herbert Stothart, amerykański kompozytor, aranżer, dyrygent (ur. 1885)
- 5 lutego – Juozas Tallat-Kelpša, litewski kompozytor i dyrygent (ur. 1889)
- 8 lutego – Leonid Połowinkin, rosyjski kompozytor muzyki filmowej (ur. 1894)
- 9 lutego – Poul Schierbeck, duński kompozytor (ur. 1888)
- 11 lutego – Giovanni Zenatello, włoski śpiewak operowy (tenor) (ur. 1876)
- 18 lutego – Spéranza Calo-Séailles, grecka malarka, śpiewaczka operowa (mezzosopran) (ur. 1885)
- 23 lutego – Jan Kaźmierski, polski dyrygent chóralny, działacz polskiego ruchu śpiewaczego w Nadrenii-Westfalii (ur. 1875)
- 26 lutego – Bronisława Rotsztatówna, polska skrzypaczka pochodzenia żydowskiego, koncertmistrz skrzypek Łódzkiej Orkiestry Symfonicznej (ur. 1906)
- 9 marca – Jan Stern, polski śpiewak (tenor), artysta Opery Warszawskiej (ur. 1867)
- 28 marca – Grigoraș Dinicu, rumuński kompozytor, wirtuoz gry na skrzypcach (ur. 1889)
- 22 maja – Hans Pfitzner, niemiecki kompozytor (ur. 1869)
- 9 czerwca – Maria Cebotari, mołdawska śpiewaczka operowa (sopran) (ur. 1910)
- 7 lipca – Bunk Johnson, amerykański kornecista i muzyk jazzu tradycyjnego (ur. 1879)
- 12 lipca – Michał Julian Piotrowski, polski teoretyk muzyki, pedagog i krytyk muzyczny (ur. 1887)
- 18 lipca – Vítězslav Novák, czeski kompozytor, pedagog (ur. 1870)
- 11 sierpnia – Karl Weigl, austriacki kompozytor (ur. 1881)
- 18 sierpnia – Paul Mares, amerykański muzyk jazzowy (ur. 1900)
- 8 września – Richard Strauss, niemiecki kompozytor i dyrygent muzyki okresu późnego romantyzmu (ur. 1864)
- 11 września – Henri Rabaud, francuski dyrygent i kompozytor (ur. 1873)
- 20 września – Nikos Skalkotas, grecki kompozytor (ur. 1904)
- 24 września – Pierre de Bréville, francuski kompozytor (ur. 1861)
- 1 października – Buddy Clark, amerykański piosenkarz popowy (ur. 1912)
- 4 października – Edmund Eysler, austriacki kompozytor operetkowy, jeden z głównych przedstawicieli II operetki wiedeńskiej (ur. 1874)
- 28 października – Ginette Neveu, francuska skrzypaczka (ur. 1919)
- 6 grudnia – Leadbelly, amerykański muzyk folkowy i bluesowy (ur. 1888)
- 28 grudnia – Ivie Anderson, amerykańska piosenkarka jazzowa (ur. 1905)
- 31 grudnia – Raimond Valgre, estoński muzyk i kompozytor (ur. 1913)

## Albumy
- polskie
- zagraniczne
  - Bing Crosby Sings Cole Porter Songs – Bing Crosby
  - A Connecticut Yankee in King Arthur’s Court – Bing Crosby
  - Bing Crosby Sings Songs by George Gershwin – Bing Crosby
  - South Pacific – Bing Crosby, Danny Kaye, Evelyn Knight oraz Ella Fitzgerald
  - Christmas Greetings – Bing Crosby
  - Ichabod – The Legend of Sleepy Hollow – Bing Crosby
  - A Sentimental Date with Perry – Perry Como
  - Dinah Shore – Dinah Shore
  - Frankie Laine Favorites – Frankie Laine
  - Jo Stafford With Gordon McRae – Jo Stafford & Gordon MacRae
  - Lights, Cameras, Action – Doris Day
  - Songs from the Heart – Frankie Laine
  - You’re My Thrill – Doris Day

## Muzyka poważna

### wydarzenia
- IV Międzynarodowy Konkurs Pianistyczny im. Fryderyka Chopina
- Miejska Orkiestra Symfoniczna z Gdańska została upaństwowiona i przyjęła nazwę Państwowej Filharmonii Bałtyckiej
- Nagroda w II Konkursie kompozytorskim im. F. Chopina dla Tadeusza Szeligowskiego za Sonatę fortepianową
- II nagroda w Konkursie Polskiego Radia dla Tadeusza Szeligowskiego za utwór Panicz i dziewczyna

### kompozycje
| kompozytor            | kompozycja                                                                                       | data premiery | miejsce premiery | wykonawcy                                                                                                  |
| --------------------- | ------------------------------------------------------------------------------------------------ | ------------- | ---------------- | --- |
| Badings, Henk         | Symphony No. 5                                                                                   |               |                  | |
| Britten, Benjamin     | Symfonia wiosenna (Spring Symphony)                                                              | 1949-07-14    | Amsterdam        | P. Pears, J. Vincent, K. Ferrier / Netherlands Radio Choir, Koninklijk Concertgebouworkest – E. van Beinum |
| Crumb, George         | Sonata na skrzypce i fortepian                                                                   |               |                  | |
| Foss, Lukas           | Elegy, na klarnet i orkiestrę, wg I Koncertu fortepianowego                                      |               |                  | |
| Foss, Lukas           | Prelude in D, na fortepian                                                                       |               |                  | |
| Henze, Hans Werner    | Symfonia nr 2                                                                                    | 1949-12-01    | Stuttgart        | Radio-Sinfonieorchester Stuttgart des SWR – H. Müller-Kray                                                 |
| Hindemith, Paul       | Sonata na kontrabas i fortepian                                                                  |               |                  | |
| Jolivet, André        | Koncert na flet i orkiestrę                                                                      |               |                  | |
| Kabalewski, Dmitrij   | I Koncert wiolonczelowy g-moll, op. 49                                                           |               |                  | |
| Lutosławski, Witold   | Uwertura na instrumenty smyczkowe                                                                | 1949-11-09    | Praga            | Orkiestra Symfoniczna Praskiego Radia – G. Fitelberg                                                       |
| Messiaen, Olivier     | Mode de valeurs et d'intensités, na fortepian                                                    |               |                  | |
| Messiaen, Olivier     | Neumes rythmiques, na fortepian                                                                  |               |                  | |
| Miaskowski, Nikołaj   | Kwartet smyczkowy a-moll nr 13, op.86                                                            | 1950-12-??    | Moskwa           | Beethoven Kwartet                                                                                          |
| Miaskowski, Nikołaj   | Sonata fortepianowa nr 7, op.82                                                                  |               |                  | |
| Miaskowski, Nikołaj   | Sonata na wiolonczelę i fortepian a-moll nr 2, op. 81                                            | 1949-03-05    | Moskwa           | M. Rostropowicz, A. Dediuchin                                                                              |
| Miaskowski, Nikołaj   | Symfonia c-moll nr 27, op. 85                                                                    | 1950-12-??    | Moskwa           | nieznana orkiestra – A. Gauk                                                                               |
| Milhaud, Darius       | Les rêves de Jacob, suita na obój, skrzypce, altówkę, wiolonczelę i kontrabas, op. 294           |               |                  | |
| Prokofjew, Siergiej   | Sonata C-dur, op. 119, na wiolonczelę i fortepian                                                |               |                  | |
| Szeligowski, Tadeusz  | Panicz i dziewczyna, dialog muzyczny na sopran, baryton, chór mieszany i orkiestrę lub fortepian |               |                  | |
| Szeligowski, Tadeusz  | Rapsod, na sopran i orkiestrę                                                                    |               |                  | |
| Szeligowski, Tadeusz  | Sonata d-moll, na fortepian                                                                      |               |                  | |
| Szostakowicz, Dmitrij | Oratorium Pieśń o lasach, op. 81                                                                 | 1949-12-11    | Leningrad        | nieznany chór, Filharmonia Leningradzka – J. Mrawinski                                                     |
| Varèse, Edgar         | Dance for Burgess, utwór na orkiestrę kameralną                                                  |               |                  | |
| Wajnberg, Mieczysław  | Rapsodia na tematy mołdawskie op. 47                                                             | 1949-11-30    | Moskwa           | D. Ojstrach, Wielka Orkiestra Symfoniczna Radia ZSRR – A. Gauk                                             |

## Opera i balet

### wydarzenia
- Patronem poznańskiej opery został Stanisław Moniuszko

### dzieła
- Lukas Foss – The Jumping Frog of Calaveras County (opera)

### premiery
- 2 lipca – Paw i dziewczyna (balet) – Tadeusz Szeligowski